# Aleksander Peepre
Aleksander Peepre, Aleksander Peekaln jusqu'en 1936, né le 12 mars 1915 à Reval dans l'Empire russe (aujourd'hui Tallinn en Estonie) et mort le 12 mars 1976 à Guelph, au Canada, est un coureur estonien du combiné nordique, sauteur à ski, fondeur et skieur alpin. 
Il a également pratiqué le saut à ski et il a contribué au développement de la course d'orientation au Canada.

## Biographie

### Enfance
Aleksander Peepre est scout auprès des Eesti Skautide Malev (et) durant son enfance.
À partir de 1933, il est membre de la Ligue de défense estonienne, un corps de volontaires de l'armée.

### Carrière sportive
En 1938 et 1939, il participe deux fois à des cours d'instructeur de ski organisés par la Fédération finlandaise de ski à l'école de sports de Vierumäe. 
Il devient champion d'Estonie en combiné nordique en 1937, 1940 et 1941. Il remporte également des médailles en saut à ski et dans des combinés alpins. En 1938, il participe aux Championnats du monde de ski nordique à Lahti et il se classe dernier lors du 18 km de ski de fond et 51e (avant-dernier) en combiné nordique.
Entre 1938 et 1940, il est entraîneur de ski à la Confédération estonienne des sports (et) et à partir de 1939, il est également professeur de ski à l'institut d’éducation physique de l'Université de Tartu. Il publie également des articles professionnels dans Eesti Spordileht (1920–1940) (et). Il participe également à la construction du tremplin Apteekrimägi (et) après en avoir réalisé les plans. En 1941, les Estoniens sont pour la première fois autorisés à participer aux championnats de ski de l'URSS à Kavgolovo (it) et Aleksander Peepre termine notamment 8e en slalom.

### Pendant la Seconde guerre mondiale
Pendant la guerre, il est moniteur de ski pour l'armée allemande (1941-1943). Ensuite il s'enfuit en Finlande et il devient également moniteur de ski dans l'armée finlandaise (1943-1944). Il est membre du 200e régiment d'infanterie (Finlande) et il obtient deux médailles durant son service avec l'armée finlandaise.

### Émigration en Suède puis au Canada
En 1944, il émigre en Suède, puis au Canada en 1950. Il travaille comme professeur d'éducation physique à l'Université de Guelph. 
Dans les années 60 et 70, il organise plusieurs compétitions de course d'orientation en Ontario au cours des années et il est considéré comme l'un des fondateurs de la course d'orientation au Canada. Grâce à des liens avec la marine américaine, il a également développé la course d'orientation aux États-Unis. 
Entre 1974 et 1976, il est le président de la fédération canadienne de course d'orientation. 

## Palmarès

### Championnats du monde
| Épreuve / Édition | Épreuve / Édition | Lahti 1938 |
| ----------------- | ----------------- | ---------- |
| Combiné nordique  | Combiné nordique  | 51e        |
| Ski de fond       | 18 km             | 187e       |

### Championnats d'Estonie
Il est devenu champion d'Estonie en combiné nordique en 1937, 1940 et 1941. Il termine 2e derrière Otto Tamm en 1938. 
En saut à ski, il termine deuxième du Championnat d'Estonie de saut à ski (en) en 1940 et 1941 et troisième en 1936 et 1937. 
En ski alpin, il remporte le slalom en 1938 et il remporte également un autre championnat de combiné (slalom alpin et 10 km en ski de fond) en 1943. 

## Publications
- (et) Aleksander Peepre et Vladimir Raudsepp, Suusatamine, vol. 24, Loodus, coll. « Spordi suurraamat », 1939